# Łagówka
Łagówka – wieś w Polsce położona w województwie świętokrzyskim, w powiecie staszowskim, w gminie Bogoria.
W latach 1975–1998 miejscowość administracyjnie należała do województwa tarnobrzeskiego.

## Współczesne części wsi
Poniżej w tabeli 1 integralne części wsi Łagówka (0788324) z aktualnie przypisanym im numerem SIMC (zgodnym z Systemem Identyfikatorów i Nazw Miejscowości) z katalogu TERYT (Krajowego Rejestru Urzędowego Podziału Terytorialnego Kraju).
| SIMC    | Nazwa | Rodzaj             |
| ------- | ----- | ------------------ |
| 0788330 | Obręb | część miejscowości |

## Dawne części wsi – obiekty fizjograficzne
W latach 70. XX wieku przyporządkowano i opracowano spis lokalnych części integralnych dla Łagówki zawarty w tabeli 2.

| Nazwa wsi – miasta    | Nazwy części wsi – miasta | Nazwy obiektów fizjograficznych – charakter obiektu |
| --------------------- | ------------------------- | --- |
| I. Gromada NIEDŹWIEDŹ |                           | |
| 1. Łagówka            | 1. Obręb                  | 1. Działki — las 2. Dzierżawy — pole, łąka 3. Gajówka — pole 4. Łatowa Góra — pole 5. Obręb — pole 6. Olszyna — las 7. Poręba — pole 8. Przepiórkowski Las — las 9. Rzeka — rzeka 10. Wyrwa — wąwóz 11. Za Olszyną — łąka |

## Historia
W wieku XIX miejscowość nosiła nazwę Łagownica i położona była nad rzeką o tej samej nazwie w ówczesnym powiecie opatowskim, gminie Malkowice i parafii Iwaniska. Według spisu z roku 1827 wieś posiadała 27 domów i 90 mieszkańców gospodarujących na 298 morgach włościańskich.

## Literatura
1. Kaczmarek Leon (red. nauk. zeszytu), Taszycki Witold (red. nauk. wyd.): Urzędowe Nazwy miejscowości i obiektów fizjograficznych. 33. Powiat staszowski województwo kieleckie. Komisja ustalania nazw miejscowości i obiektów fizjograficznych (do użytku służbowego). Z: 33. Warszawa: Urząd Rady Ministrów. Biuro do Spraw Prezydiów Rad Narodowych, 1970. Brak numerów stron w książce